# Edwin Gorter
Wilhelmus Edwin Gorter (født 6. juli 1963 i Haag) er en hollandsk tidligere fodboldspiller. Han begyndte sin karriere i R.V.C., før han skiftede videre til FC Dordrecht, Roda JC, FC Lugano, Caen, SK Lommel, FC Utrecht, Vitesse, NAC Breda, New England og Miami. Hans søn Donny Gorter er også fodboldspiller på professionelt plan.

## Titler
- Eerste Divisie: 1982–83